# Municipio Santa Rosa del Sara
Das Municipio Santa Rosa del Sara ist ein Verwaltungsbezirk im Departamento Santa Cruz im Tiefland des südamerikanischen Anden-Staates Bolivien.

## Lage im Nahraum
Das Municipio Santa Rosa ist eines von drei Municipios in der Provinz Sara. Es grenzt im Westen an die Provinz Ichilo, im Süden an das Municipio Portachuelo und im Nordosten an die Provinz Obispo Santistevan. Es erstreckt sich etwa 55 Kilometer in nord-südlicher und 45 Kilometer in ost-westlicher Richtung.
Der zentrale Ort des Municipios ist die Stadt Santa Rosa del Sara mit 5238 Einwohnern (Volkszählung 2012) ganz im Süden des Municipios.

## Geographie
Das Municipio Santa Rosa liegt östlich der bolivianischen Cordillera Oriental am Westrand des bolivianischen Tieflandes. Das Klima der Region ist das vollhumide Klima der Subtropen mit einem ausgeglichenen Temperaturverlauf im Jahresgang und ebenfalls nur geringen Schwankungen im Tagesverlauf. Die Region war vor der Kolonisierung vollständig von Monsunwald bedeckt, wird heute aber mehr und mehr als Kulturland erschlossen.
Die mittlere Durchschnittstemperatur der Region liegt bei etwa 24 °C (siehe Klimadiagramm Santa Rosa) und schwankt nur unwesentlich zwischen knapp 21 °C im Juni und Juli und 26 °C von November bis Februar. Der Jahresniederschlag beträgt mehr als 1500 mm, die Regenzeit dauert von Oktober bis März und erreicht Monatswerte von über 250 mm.

## Bevölkerung
Die Einwohnerzahl des Municipios ist zwischen 1992 und 2012 auf knapp das Doppelte angestiegen, stagnierte jedoch bis 2024:
| Jahr | Einwohner | Quelle       |
| ---- | --------- | ------------ |
| 1992 | 9.248     | Volkszählung |
| 2001 | 15.052    | Volkszählung |
| 2012 | 18.324    | Volkszählung |
| 2024 | 17.984    | Volkszählung |

Die Bevölkerungsdichte des Municipios bei der Volkszählung von 2024 betrug knapp 6,0 Einwohner/km², der Anteil der städtischen Bevölkerung lag bei 28,6 Prozent. Die Lebenserwartung der Neugeborenen im Jahr 2001 betrug 63,7 Jahre, die Säuglingssterblichkeit war von 4,7 Prozent (1992) auf 6,4 Prozent (2001) angestiegen.
Der Alphabetisierungsgrad bei den über 6-Jährigen ist von 76,5 Prozent (1992) auf 86,7 Prozent (2001) angestiegen. 94,9 Prozent der Bevölkerung sprechen Spanisch, 28,6 Prozent sprechen Quechua, 0,9 Prozent Guaraní und 0,4 Prozent Aymara.
64,1 Prozent der Bevölkerung haben keinen Zugang zu Elektrizität, 41,0 Prozent leben ohne sanitäre Einrichtung. (2001)
61,1 Prozent der 3.231 Haushalte besitzen ein Radio, 23,6 Prozent einen Fernseher, 59,5 Prozent ein Fahrrad, 3,4 Prozent ein Motorrad, 6,3 Prozent ein Auto, 16,4 Prozent einen Kühlschrank, und 3,7 Prozent ein Telefon. (2001)

## Politik
Ergebnis der Regionalwahlen (concejales del municipio) vom 4. April 2010:
| Wahl- berechtigte |  | Wahl- beteiligung | gültige Stimmen |  | MAS-IPSP | SOL    | VERDES |
| ----------------- |  | ----------------- | --------------- |  | -------- | ------ | ------ |
| 7.392             |  | 6.066             | 5.272           |  | 3.034    | 1.337  | 901    |
|                   |  | 82,1 %            | 86,9 %          |  | 57,5 %   | 25,4 % | 17,1 % |

Ergebnis der Regionalwahlen (elecciones de autoridades políticas) vom 7. März 2021:
| Wahl- berechtigte |  | Wahl- beteiligung | gültige Stimmen |  | MAS-IPSP | CREEMOS | SOL    | UNIDOS | ASIP   | MNR    |
| ----------------- |  | ----------------- | --------------- |  | -------- | ------- | ------ | ------ | ------ | ------ |
| 9.503             |  | 8.008             | 7.281           |  | 3.823    | 2.769   | 544    | 77     | 49     | 19     |
|                   |  | 84,27 %           | 90,92 %         |  | 52,51 %  | 38,03 % | 7,47 % | 1,06 % | 0,67 % | 0,26 % |

## Gliederung
Das Municipio Santa Rosa untergliederte sich bei der letzten Volkszählung von 2012 in die folgenden drei Kantone (cantones):
- 07-0602-01 Kanton Santa Rosa del Sara – 78 Ortschaften – 17.039 Einwohner
- 07-0602-02 Kanton Palometas – 3 Ortschaften – 1.076 Einwohner
- 07-0602-03 Kanton San Miguel – 1 Ortschaft – 209 Einwohner

## Ortschaften im Municipio Santa Rosa del Sara
- Kanton Santa Rosa del Sara
  - Santa Rosa del Sara 5.238 Einwohner – Loma Alta 1.168 Einwohner – Los Andes 1.129 Einwohner – Rincón de Palometas 945 Einwohner
- Kanton Palometas
  - Azubi 988 Einwohner
- Kanton San Miguel
  - San Miguel 209 Einwohner